# Parafia Matki Bożej Gwiazdy Ewangelizacji w Sinile
Parafia Matki Bożej Gwiazdy Ewangelizacji w Sinile – rzymskokatolicka parafia znajdująca się w archidiecezji mińsko-mohylewskiej, w dekanacie Mińsk-Wschód, na Białorusi.

## Historia
Przed rewolucją październikową wieś zamieszkana była wyłącznie przez katolików. Należeli oni do parafii św. Stanisława Męczennika w Karoliszczewiczach. Parafia w Sinile erygowana została w 1990. W 1993 zbudowano murowaną kaplicę.